# Didier Rose
Didier Rose, né le 25 février 1954, est un joueur français de basket-ball puis agent de joueurs et membre dirigeant au sein de la société anonyme d'économie mixte sportive (SAEMS) qui dirige le club de Limoges.

## Biographie

### Ses débuts
Fils de Roger Rose, ancien sportif pratiquant l'athlétisme et le basket-ball, au sein des Jeunesses Coopératives, Didier Rose s'oriente pourtant vers le football. Il effectue ses premières gammes dans l'équipe du quartier Montjovis, le Red Star. Son frère, Gérard Rose, choisit pour sa part le basket-ball. Influencé par l'environnement familial, favorable au basket-ball, il signe à l'âge de douze ans sa première licence de basket-ball au Limoges BC. Après ses premiers dribbles sur un terrain en mâchefer, situé Rue François Perrin, il rejoint les Jeunesses Coopératives lesquels possèdent une aire de jeu goudronnée, aménagée près du Pont Saint-Étienne. Bientôt, le jeune Didier Rose, attire l'attention de l'ASPTT Limoges. Il intègre l'équipe cadet des postiers. Avec son équipe, Rose atteint la finale du championnat de France mais ne réussissent pas à remporter le trophée. Parallèlement, aux exploits des cadets de l'ASPTT Limoges, Didier Rose commence à évoluer avec l'équipe fanion de l'ASPTT qui opère alors en Nationale 2. Il y effectue ses premières apparitions, en même temps qu'un autre jeune de son âge, Gérard Métadier. Leurs entrées dans l'équipe 1 de l'ASPTT, symbolise le renouveau du club qui compte pour la plupart, des joueurs dépassant la trentaine comme Lajat, Mondon, Robert ou encore Augier. Pour Didier Rose, ces coéquipiers « étaient vraiment exceptionnels [...] tous étaient de véritables personnages, chacun avait un péché mignon. On les raillait un peu sur le sujet mais ils n'en étaient que plus adorables. Pour nous, ils étaient comme des pères. Ils s'occupaient de nous, nous conseillaient. Il nous apprenaient la vie. ».

### Sa carrière (1975-1984)
En 1975, l'ASPTT Limoges refuse sa mutation au CSP Limoges et c'est ainsi qu'il s'engage sous les couleurs de l'US Orléans. C'est à partir de la saison 1976-1977 que le jeune meneur intègre finalement l'effectif du Cercle Saint-Pierre qui dispute alors sa deuxième saison en N2. La saison suivante, Didier Rose connaît la montée en N1. À partir de 1978 et ce pendant trois saisons, les cerclistes luttent pour le maintien. Pendant cette période, Didier Rose joue avec l'équipe réserve du CSP et s'adjuge la coupe du Limousin. L'essor du CSP Limoges débute avec le passage de la Salle municipale des Sœurs de la Rivière au Palais des sports de Beaublanc. Didier Rose participe à la grande épopée des Verts en remportant deux fois la coupe de la Fédération, deux fois le championnat de France et deux fois la coupe Korać de 1981 à 1984. Néanmoins, Didier Rose n'est pas une pièce importante de l'équipe et est beaucoup plus influent une fois sa carrière de joueur terminée.

### Sa reconversion (1984-2000)
Didier Rose vit deux saisons sur le banc de Limoges puis s'interroge sur son avenir, c'est alors que l'idée d'agent de joueur fait son apparition. Il déclare alors dans une interview à Maxi-Basket quelques années plus tard: « J'avais devant moi l'équipe de France de basketball (Ostrowski, Dacoury, Deganis, Monclar puis ...M'Bahia), dont la plupart n'étaient défendus par personne en particulier, alors j'ai décidé de me lancer ». Ainsi Didier Rose s'occupe tout d'abord des internationaux français qui ne sont pas représentés par des agents, et plus particulièrement ceux du CSP Limoges. De plus, Didier Rose est non seulement agent de joueur mais aussi membre du comité directeur du club ainsi que dirigeant de la société chargée du sponsoring du CSP. Quand il est agent de joueur, Didier Rose prend 20 % aux clubs et aux joueurs lors des transactions. Rose bénéficie ainsi d'un salaire mensuel qui lui permet d'être l'homme le plus riche du Limousin avec environ 500 000 francs par mois. De 1991 à 2000, le CSP met au jour un passif de plus de 20 millions de francs. En 2000, les dirigeants du CSP Limoges sont mis en examen par la justice, Didier Rose est l'une des figures clés de l'affaire. Le jugement est définitif pour Didier Rose, il écope de 18 mois de prison ferme, 750 000 francs d'amende et se voit interdire l'activité d'agent de joueur pendant un certain temps.

## Palmarès
- 1977-1978: Vice-champion de France N2 avec Limoges
- 1980-1981: Vainqueur de la Coupe du Limousin avec la réserve du Limoges CSP
- 1981-1982: Vainqueur de la Coupe de la Fédération avec Limoges
- 1981-1982: Vainqueur de la Coupe Korać avec Limoges
- 1982-1983: Vainqueur de la Coupe de la Fédération avec Limoges
- 1982-1983: Champion de France avec Limoges
- 1982-1983: Vainqueur de la Coupe Korać avec Limoges
- 1983-1984: Champion de France avec Limoges

## Sélection
France cadet